# Lomopneus
Lomopneus là một chi bọ cánh cứng trong họ 
Elateridae.
Chi này được miêu tả khoa học năm 1976 bởi Gurjeva.

## Các loài
Các loài trong chi này gồm:
- Lomopneus gracilis Gurjeva, 1976
- Lomopneus kasyi Platia & Gudenzi, 2000
- Lomopneus mundus Gurjeva, 1976